# Lodge
Lodge – miasto w Stanach Zjednoczonych, w stanie Karolina Południowa, w hrabstwie Colleton.